# Intégrafo

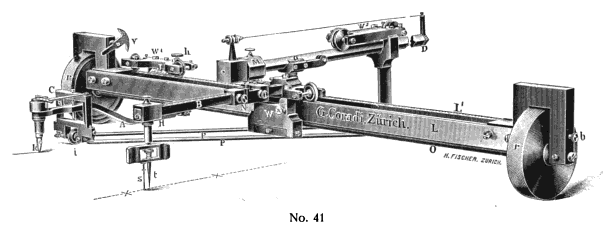
Intégrafo de Abakanowicz diseñado en 1915

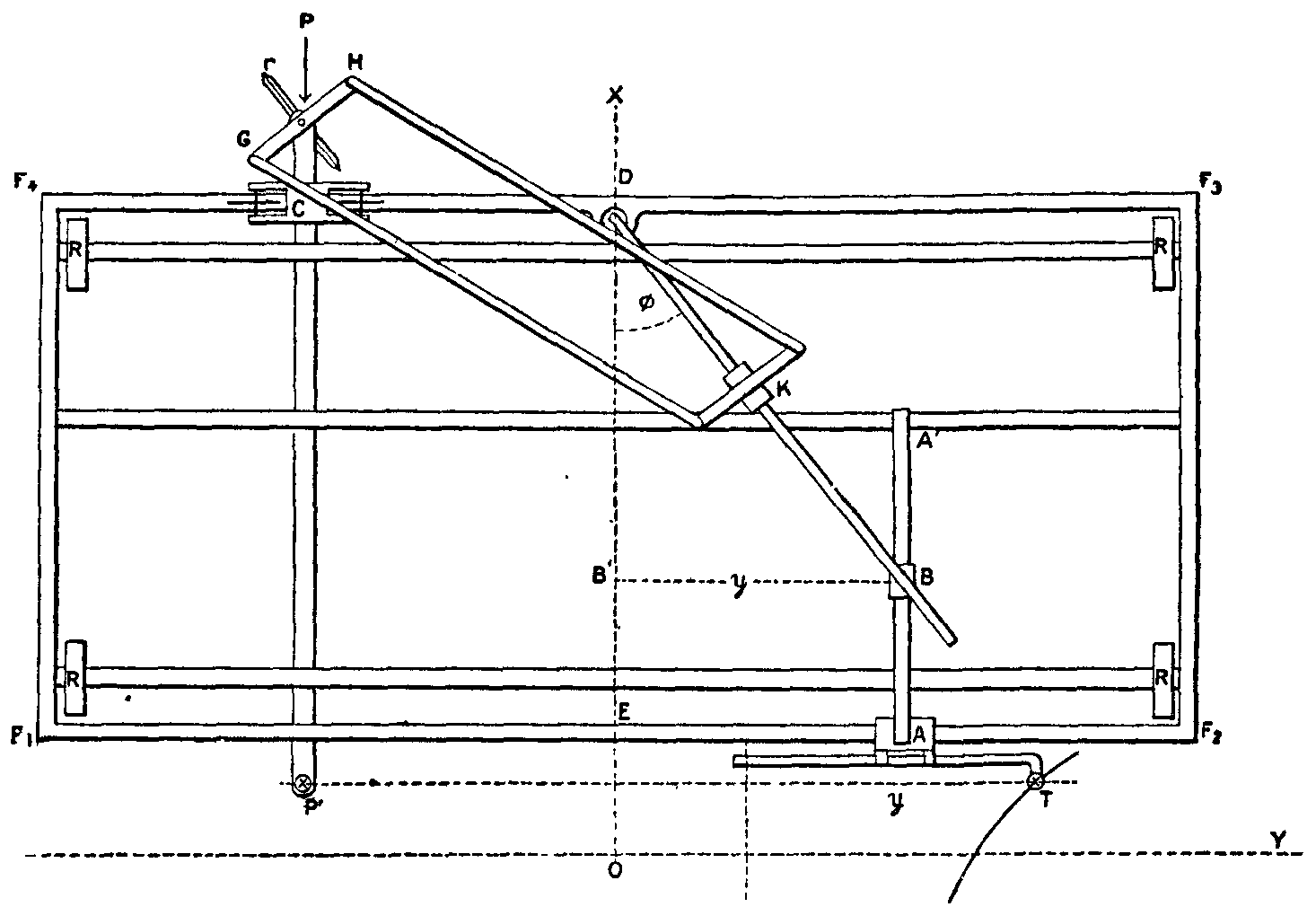
Intégrafo, dibujo de 1911

Un Intégrafo es un instrumento que se utiliza en matemáticas para el trazado de la integral de una función gráfica definida.
Fue inventado en forma independiente en 1880 por el físico británico sir Charles Vernon Boys y por Bruno Abakanowicz, un matemático e ingeniero eléctrico polaco-lituano proveniente del Imperio ruso.
Un intégrafo consta de un carro rectangular que se mueve de izquierda a derecha a través de rodillos, ambos corren paralelos al eje x en el plano Cartesiano. Los otros dos lados son paralelos al eje y. A lo largo de la cola vertical (eje y) del carril, se desliza un pequeño carro de un punto de seguimiento. A lo largo del riel vertical se desliza un segundo carro más pequeño. El carro está conectado con un punto en el centro y el disco por un sistema de deslizamiento de crucetas y cables, de tal manera que el seguimiento debe seguir el disco de la ruta tangencial.
La curva integral resultante es:
{\displaystyle Y=F(x)=\int f(x)dx,}
Y la curva diferencial es:
{\displaystyle y=f(x).}
El intégrafo puede ser utilizado para obtener una cuadratura del círculo. Si el diferencial de la curva es la unidad de círculo, la integral de la curva de intersección son las líneas x = ± 1 , en los puntos que son equidistantes entre sí a una distancia de π/2.